# Daisy Dares You
Daisy Coburn (født 1993), bedre kendt som Daisy Dares You er en popsangerinde fra Storbritannien.